# Gare de Brie-Comte-Robert
La gare de Brie-Comte-Robert est une ancienne gare ferroviaire française de la ligne de Paris-Bastille à Marles-en-Brie (dite aussi ligne de Vincennes), située sur le territoire de la commune de Brie-Comte-Robert, dans le département de Seine-et-Marne en région Île-de-France.
Mise en service en 1875, elle a ensuite connu plusieurs périodes d'amélioration et de déclin avant sa fermeture au service des voyageurs en 1953.
Depuis l'ancien bâtiment voyageurs a été restauré et réaménagé. Il accueille un espace de projet sur la rénovation écologique. La plateforme de la voie est toujours présente mais elle est devenue un chemin de promenade, dit Chemin des Roses, qui s'étend de la commune de Servon (Seine-et-Marne) jusqu'à la commune de Yèbles, via Coubert et Soignolles-en-Brie.

## Situation ferroviaire
Édifiée à 86 mètres d'altitude, la gare de Brie-Comte-Robert était située au point kilométrique (PK) 35,919 de la ligne de Paris-Bastille à Marles-en-Brie entre les gares de Santeny - Servon et de Grisy-Suisnes. 
La ligne en service s'arrête à la gare de Boissy-Saint-Léger, le reste de la ligne est déclassé.

## Histoire

### Création
Avant de voir arriver le chemin de fer, Brie-Comte-Robert commença par refuser en 1849 le passage de la ligne de Lyon sur le territoire de la commune ; c'est Combs-la-Ville qui bénéficie de ce refus. Le regret tardif de cette opposition apparut lorsqu'en 1856 deux projets concernent de nouveau Brie-Comte-Robert. 

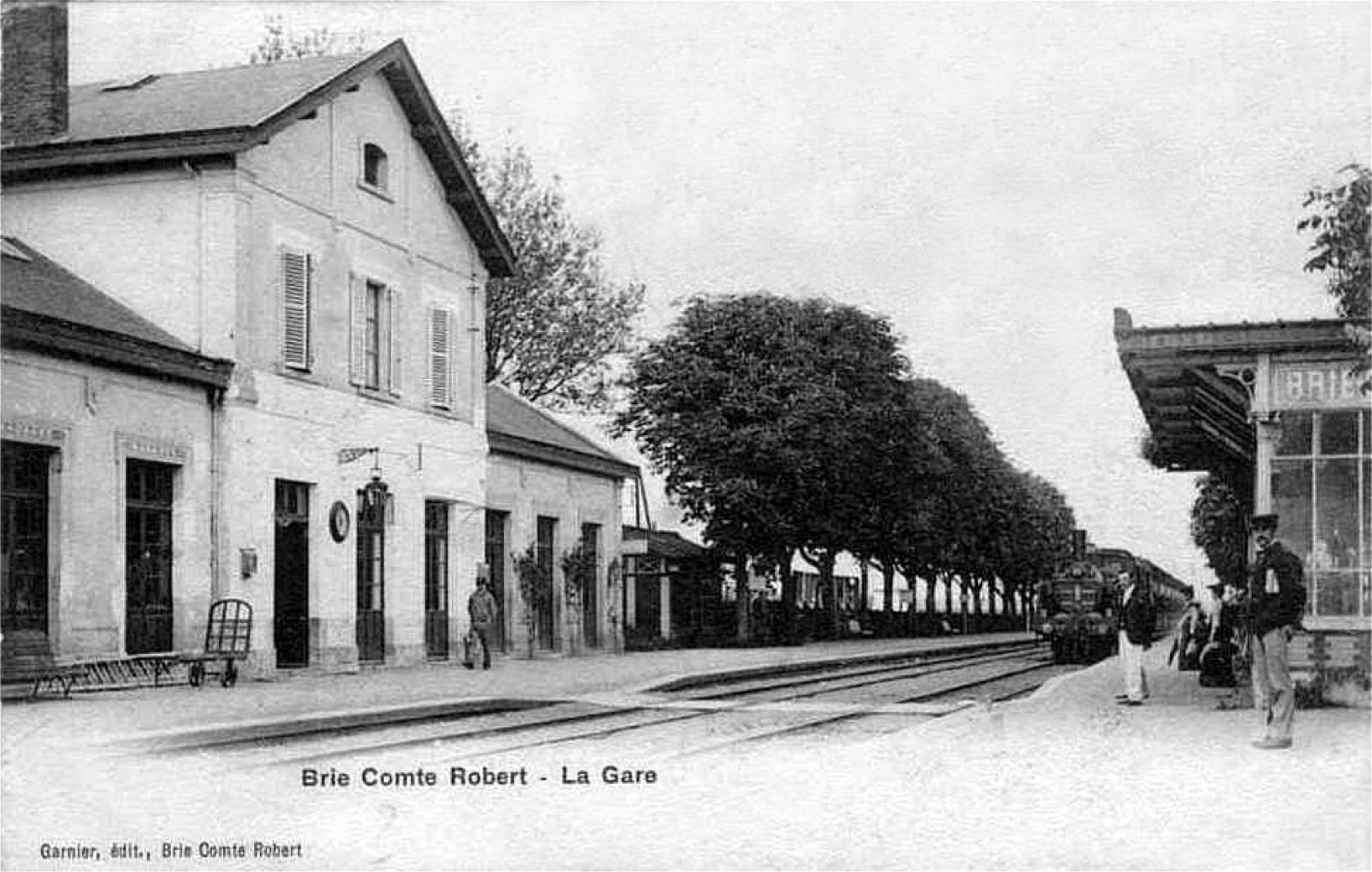
Quais et voies avec train à vapeur au début des années 1900.

Entre un embranchement de la ligne de Lyon et le prolongement de celle de Vincennes, les préférences des locaux allaient à la seconde. Il fallut attendre 1859 et la mise en service d'une ligne de Paris à Saint-Maur, via Vincennes, pour voir un vœu du conseil général de Seine-et-Oise exprimant un avis favorable à un prolongement de la ligne jusqu'à Boissy-Saint-Léger être accepté. La déclaration d'utilité publique du tronçon de La Varenne à Boissy intervient le 11 juillet 1868 et un prolongement desservant Brie-Comte-Robert est concédé le 2 janvier 1869. La guerre de 1870 retarde les travaux, et il faut attendre l'année 1872 pour que les premières sections soient ouvertes à la circulation, la gare de Brie-Comte-Robert étant mise en service le 5 août 1875.
Après avoir envisagé d'édifier les gares voyageurs et marchandises près du chemin du Rubertin, devenu par la suite chemin de la Guillotine, le choix se porta sur d'anciennes carrières près de la route de Chevry. Les travaux sont importants, il faut apporter des remblais pour combler les carrières, déplacer le chemin de Férolles et modifier le cours du ru de Tubœuf. À l'ouverture, il subsistait devant l'entrée un dépôt de betteraves avec une bascule pour peser les voitures qui défonçaient le chemin obligeant les voyageurs à marcher dans la boue et les ornières. Le conseil municipal vote sa suppression lors de son conseil du 1er novembre 1882, mais ce n'est qu'en 1921 qu'il fut acquis par la ville et qu'elle fit ériger à sa place un monument aux morts.

### Exploitation
La fréquentation est au rendez-vous et, en 1878, la gare voit passer 50 000 voyageurs, qui  prennent les nouvelles voitures de banlieue à impériale, surnommées Bidels. Les premières voitures de ce type, appartenant au réseau de l'Est, doivent leur surnom aux barreaux des fenêtres de l'étage qui rappelaient les voitures formées de cages superposées de la ménagerie Bidel. Bien qu'elles soient inconfortables, certaines effectuèrent le service sur la ligne jusqu'en 1949. Ce sont principalement les trains de plaisir, permettant aux parisiens d'aller prendre l'air et se détendre sur les bords de la Marne, qui apportent le trafic de la ligne, mettant la gare de la Bastille au deuxième rang des gares parisiennes avec 12 millions de passagers arrivés ou partis en 1889. Cette réussite permis de concrétiser la concession à titre éventuel du 20 novembre 1883 pour un prolongement jusqu'à Verneuil-l'Étang. La Compagnie de l'Est profite de ces travaux pour poser une deuxième voie sur l'ensemble de la ligne, qui était prévue dès l'origine, et elle met en service cette dernière section le 1er juillet 1892.
Le succès de la ligne ne faiblit pas ; en 1913, elle devient la deuxième ligne française avec 6 348 446 voyageurs ayant utilisé la ligne en totalité ou partiellement entre Paris et Brie-Comte-Robert.

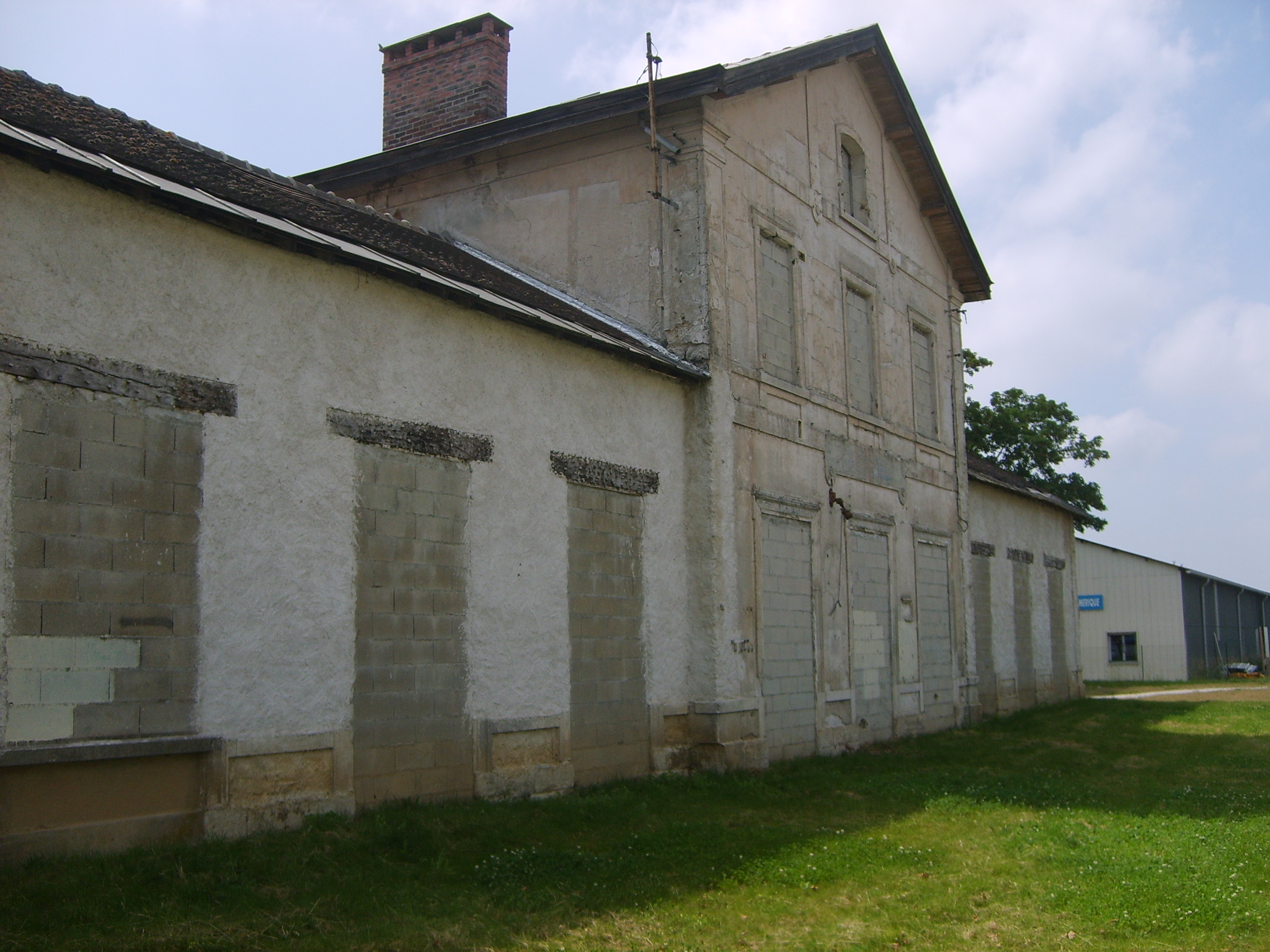
Bâtiment voyageurs fermé et muré avant le début des travaux de rénovation.

### Déclin et fermeture
Le 17 juillet 1939, le tronçon peu fréquenté de Boissy-Saint-Léger à Verneuil-l'Étang est fermé à tout trafic et la gare est temporairement fermée. Toutefois, le déclenchement de la Seconde Guerre mondiale provoque un retour provisoire du trafic, le tronçon entre les deux gares précédentes étant rouvert avec quelques trains par jour.
Mais la gare est de nouveau fermée au trafic voyageurs lors de l'arrêt de ce service le 18 mai 1953 sur la section de ligne au-delà de la gare de Boissy-Saint-Léger. C'est alors que vers la fin des années 1950, se développe autour du bâtiment de la gare la première zone industrielle de la commune.

## Patrimoine ferroviaire
Le bâtiment voyageurs est un bâtiment symétriques en trois parties avec un corps central sous bâtière transversale qui correspond au plan type 11 : un des plans types standards de la compagnie de l'Est qui fut construit à de nombreux exemplaires sur son réseau mais aussi celui de la compagnie Guillaume-Luxembourg (au Luxembourg et en Belgique) et par les chemins de fer d'Alsace-Lorraine après 1870[réf. nécessaire]. Parmi les gares de cette ligne, il est notamment identique à ceux construits entre Fontenay-sous-Bois et Boissy-Saint-Léger mais est diffèrent des gares de Santeny - Servon (malgré un aspect proche), de Grisy-Suisnes et Coubert - Soignolles, qui sont respectivement de type C et de type C tardif. Après sa fermeture, il avait été reconverti pour d'autres activités. 
Plusieurs gares abandonnées de cette portion de la ligne ont été restaurées récemment. Fin 2007, un projet expérimental de rénovation écologique débute dans le bâtiment voyageurs de la gare de Brie-Comte-Robert mené par Batireco. Le projet va permettre de rénover de manière écologique les 250 m2 du bâtiment. 
La réalisation rassemble la société BTP 77, les architectes du département, le conseil d’architecture d’urbanisme et de l’environnement du département, l’office du bâtiment et des travaux publics de Seine-et-Marne, la mairie de Brie-Comte-Robert et l’Agence de l'environnement et de la maîtrise de l'énergie (ADEME).

Rénovation de l'ancien bâtiment voyageurs
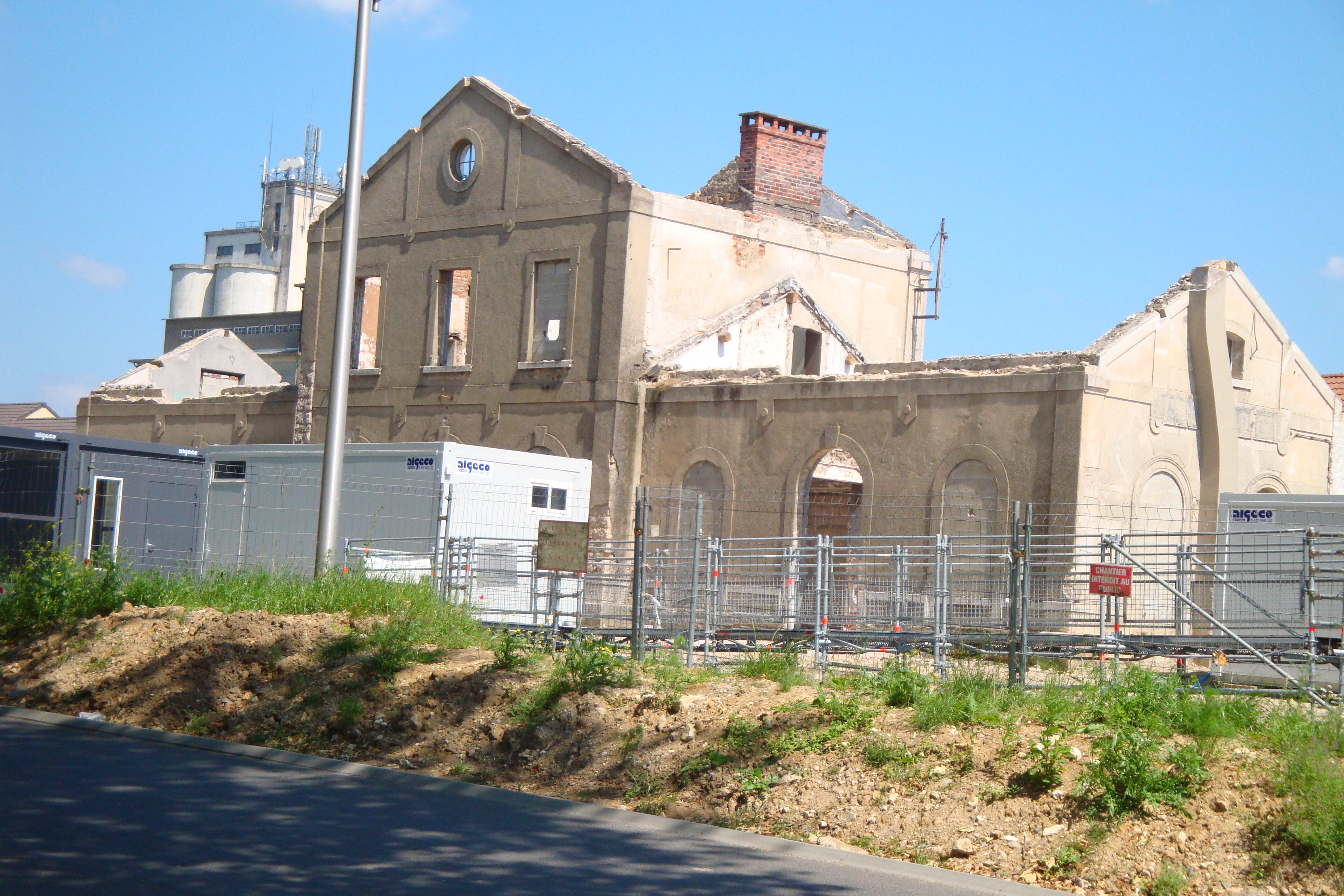
Travaux, juin 2009.
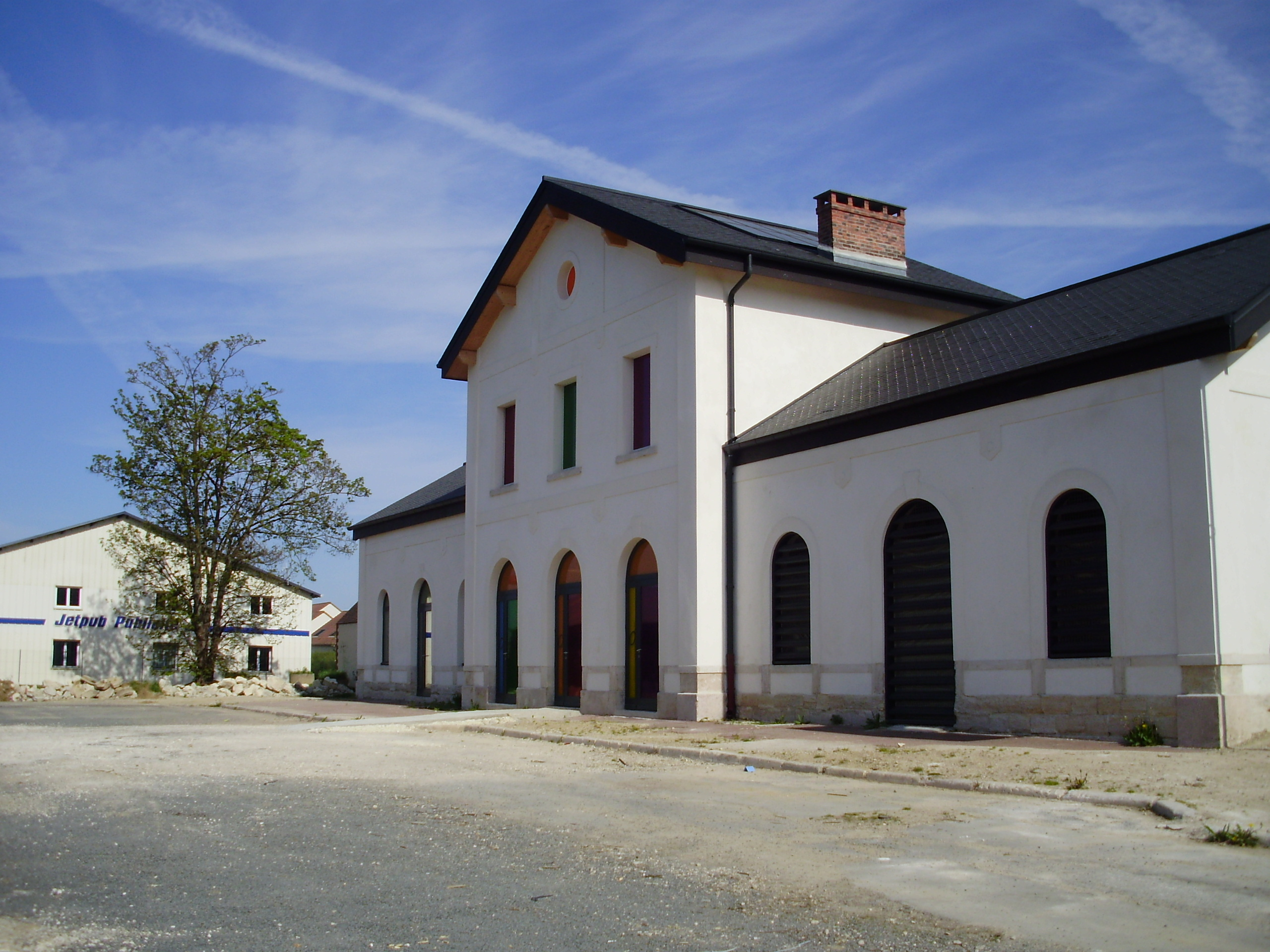
Après rénovation, avril 2011.
Plan du bâtiment.

## Projets

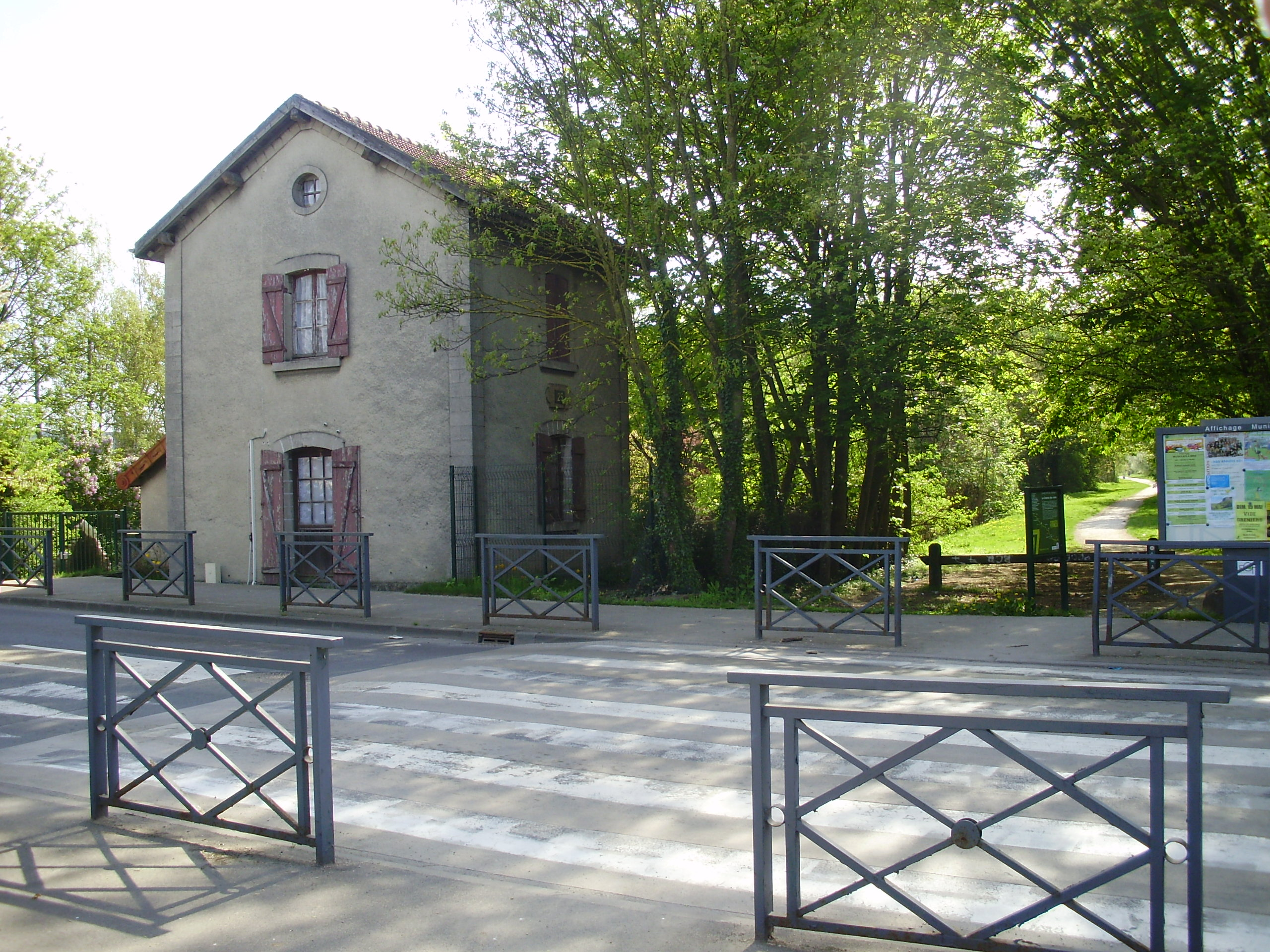
ex-maison de garde-barrière à l'est de la gare, au croisement de la D 216 et de ce qui est devenu une Coulée verte pour cyclistes, avec vue en direction de l'ancienne gare de Grisy-Suisnes.

### Tangentielle ferréeMéridienne 77
Un projet de Tangentielle ferrée vise à desservir de nouveau la gare de Brie-Comte-Robert, projet soutenu par l'association ACTIV’77 et le département de Seine-et-Marne. En effet, une nouvelle ligne relierait la commune avec Roissy-en-France, Mitry-Mory, Lagny-sur-Marne / Saint-Thibault-des-Vignes, Torcy, Roissy-en-Brie / Pontault-Combault, Lésigny, Lieusaint - Moissy et Melun.

### Réouverture éventuelle
La réouverture de la gare de Brie-Comte-Robert fait l'objet de débats et de réflexions : deux points de vue s'affrontent.
D'un côté, certains élus locaux craignent qu'une telle infrastructure favorise le développement de l'urbanisation de la zone jusque-là plutôt préservée, même si elle est traversée par une voie rapide et un grand axe routier. C'est la raison évoquée officiellement par la Régie autonome des transports parisiens (RATP) sur le sujet du prolongement de la ligne A du RER au-delà de Boissy-Saint-Léger, ce prolongement restant de la compétence du Syndicat des transports d'Île-de-France (STIF).
D'un autre côté, de nombreux usagers des transports d'Île-de-France souhaiteraient voir un maximum de gares rouvrir. Ce serait cohérent avec les politiques actuelles de transport, car le développement des moyens de transports ferrés offrent une bonne alternative écologique au transport routier. Dans le cas présent, on pourrait escompter une certaine diminution du trafic sur la N104 et surtout sur la N19. 
Cependant, la réouverture de cette gare représenterait un coût très important qu'aucun organisme public n'est prêt à supporter. Les débats qui ont lieu sur le blog RATP « vous-et-la-ratp.net » montrent bien ces deux points de vue. Pour l'instant, le projet de schéma directeur de la région Île-de-France (SDRIF) ne prévoit pas de réouverture prochaine.

### Bus à haut niveau de service (BHNS)
Le projet de SDRIF, prévoit dans sa phase 2 (2011-2020) un projet de transport en commun en site propre (TCSP) le long de la RN 19, qui relierait les villes de Maisons-Alfort à Brie-Comte-Robert, en passant par Boissy-Saint-Léger, Santeny et Villecresnes.